# Iriver plus
iriver plus (アイリバープラス)とは、アイリバーが開発及び配布している、メディアプレーヤー（動画および音楽の再生・管理ソフト）である。

## 主な機能・特徴
- 音楽CDからの楽曲の取り込み
- 音楽のプレイリストによる整理。
- 音楽CDの楽曲情報（メタデータ）を、インターネット上の音楽CDデータベース（All Media Guide）から自動的に取得する機能。
- コンピューター上のファイルを検索して、プレイリストを自動的に作成する機能。
- プレーヤーへのファイルコピー・自動同期。
- プレーヤーのファームウェア自動更新機能。
- プレーヤーのラジオチューナーの設定。プリセットデータの保存、読み出しにも対応する。
- ポッドキャストのダウンロード（日本ではサポート外）。

### 利用可能なファイル形式
バージョン3.5.8.7現在、WMA、Ogg、FLAC形式のオーディオファイルをエンコードすることができる。